# Eudorylaimus monohystera
Eudorylaimus monohystera is een rondwormensoort uit de familie van de Dorylaimidae. De wetenschappelijke naam van de soort is voor het eerst geldig gepubliceerd in 1880 door De Man.